# П'єр Дені Ґібо
П'єр Дені Ґібо (фр. Pièrre Denis Guibaut; 1740 — 1 березня 1830, Львів) — львівський архітектор, педагог.

## Біографія
Француз за походженням. Працював у стилі раннього класицизму. Викладав архітектурний рисунок на відділі образотворчих мистецтв Львівського університету. Виконував обов'язки інспектора міського будівництва. Автор проєкту освітлення міських вулиць. Керував роботами із впорядкування вуличної мережі, під час демонтажу оборонних мурів наприкінці XVIII — початку XIX століття. Мешкав у власному будинку на вулиці Театральній, 18 упродовж 1793—1796 років. Член львівської масонської ложі. Був власником фільварку в місцевості Снопків, під Львовом, що породило одну з назв нинішньої вулиці Стуса — Гібовка. Помер 1 березня 1830 року у Львові.
Роботи
- Будинок на площі Ринок, 36, початково збудований на замовлення купця Франциска Реслера (1778—1781)[2].
- Будинок на вулиці Вірменській, 13. Перебудований у 1781—1783 роках з руїн попереднього, зведеного за проектом Петра Полейовського. Скульптурне оздоблення Матвія Полейовського[2].
- Власний класицистичний заміський будинок на території фільварку Снопків (1790, не зберігся). Комплекс будівель був ретельно досліджений і описаний Феліксом Марковським у 1926—1927 роках[4].
- Автор садово-паркового ансамблю в маєтку Ігнатія Цетнера (1781, нині місцевість «Цетнерівка»)[2].
- Реставрація палацу Бесядецьких, що на нинішній площі Галицькій, 10. Зберігся ряд документів, що стосуються реставрації. Це зокрема контракт про між П'єром Дені Ґібо та власником, надвірним ловчим, Антонієм Бельським, датований 24 січня 1780 року, а також матеріали судової справи 1782—1783 років, в якій Ґібо добивається від власника (на той час уже колишнього) повернення заборгованості за виконані реставраційні роботи[5].
- Власний будинок на вулиці Театральній, 18, попередник теперішнього. Споруджений у 1793 році, через три роки проданий. Ще за рік новий власник будує вже новий будинок на тому ж місці. Дату завершення будівництва не встановлено, але відомо, що вже 1804 року будинок експлуатувався. Львівський дослідник Володимир Вуйцик припускає, що і будівничим нового, збереженого донині будинку, був П'єр Дені Ґібо. Раніше датою будівництва палацу вважались 1830-ті роки, а авторство приписувалось Вінценту Равському-старшому. Джерело таких припущень нині не відоме[2].

Роботи, що приписуються
- Польський дослідник Ольгерд Чернер припустив, що Ґібо після 1785 року міг займатись перебудовою у стилі класицизму львівської колегії театинів на артилерійські казарми[6].
- На думку львівського мистецтвознавця Юрія Бірюльова архітекторові міг належати проєкт класицистичного парафіяльного костелу в Краковці, фундації Ігнатія Цетнера, збудованого у 1785—1787 роках[7].